# (100699) 1997 YR17
(100699) 1997 YR17 es un asteroide perteneciente al cinturón de asteroides descubierto el 31 de diciembre de 1997 por el equipo del Spacewatch desde el Observatorio Nacional de Kitt Peak, Arizona, Estados Unidos.

## Designación y nombre
Designado provisionalmente como 1997 YR17.

## Características orbitales
1997 YR17 está situado a una distancia media del Sol de 3,137 ua, pudiendo alejarse hasta 3,696 ua y acercarse hasta 2,577 ua. Su excentricidad es 0,178 y la inclinación orbital 2,317 grados. Emplea 2029,55 días en completar una órbita alrededor del Sol.

## Características físicas
La magnitud absoluta de 1997 YR17 es 15,2. 